# مقاطعة ديكينسون (فيرجينيا)
 مقاطعة ديكينسون  (بالإنجليزية:  Dickenson County)‏ هي إحدى المقاطعات في ولاية فيرجينيا في الولايات المتحدة الأمريكية.

## أعلام
- كارتر ستانلي